# 原口隆行
原口 隆行（はらぐち たかゆき、1938年9月21日 - ）は、日本の鉄道・旅行ライター。

## 経歴
東京生まれ。上智大学経済学部経済学科を卒業。その後凸版印刷のアイデンセンターとして一時勤めるが、1982年以降はフリーとなっている。「鉄道ジャーナル」・「旅と鉄道」などによく寄稿を行い、現在に至る。
元々は蒸気機関車専門のファンであったが、1975年の国鉄における全廃後は各方面に興味対象を広げた。1994年から約1年、JR東海の発行する年史『新幹線の30年－栄光の軌跡』(ISBN 4808305011)の編集に携わった後、新幹線には強い関心を抱くようになり、『新幹線がわかる事典』(ISBN 4534039158)などといった関連書籍をだすようになった。
著作には、鉄道史に関わるものが多い。

## 著書
- 『愛の花ことば 花で伝える心のメッセージ』成美堂出版 1990
- 『はじめてでもOK!海外旅行ブック はじめてでも200%旅を楽しむ』新星出版社 1990
- 『世界のスーパーエクスプレス オリエント急行からユーロスターまで』三浦幹男共著 日本交通公社出版事業局 JTBキャンブックス 1995
- 『関東の名駅途中下車 小さな旅で訪ねたい、いい駅100』世界文化社 1998
- 『イタリア=鉄道旅物語』三浦幹男写真 東京書籍 1999
- 『世界のスーパーエクスプレス 2 21世紀へ駆ける高速列車・豪華列車』三浦幹男,秋山芳弘共著 日本交通公社出版事業局 JTBキャンブックス 2000
- 『日本の路面電車』（全3巻）JTBキャンブックス 2000 
  - 第1集では現役の、第2集と第3集では廃線となった全国の路面電車の概況を記す。
- 『時刻表でたどる特急・急行史 明治・大正・昭和を駆けた花形列車たち』JTBキャンブックス 2001
- 『鉄道唱歌の旅東海道線今昔 愛唱歌でたどる東海道本線各駅停車』JTBキャンブックス 2002
  - 鉄道唱歌第1集東海道編を辿って、東海道本線・横須賀線（横須賀駅まで）・御殿場線のほぼ全駅を拝見する。
- 『マニアの路面電車』小学館文庫 2002
- 『鉄道学のススメ』JTB マイロネbooks 2003
- 『ドイツ・ライン川鉄道紀行』文・写真 JTB 2004
- 『日本の鉄道各駅停車の旅』ダイヤモンド社 2004
- 『鉄路の美学 名作が描く鉄道のある風景』国書刊行会 2006
- 『文学の中の駅 名作が語る"もうひとつの鉄道史"』国書刊行会 2006
- 『最長片道切符11195.7キロ 日本列島ジグザグ鉄道の旅』学習研究社 2008
- 『汽車ぽっぽ最後の時代 昭和40年代追懐』国書刊行会 2011
- 『世界のハイスピードトレイン 時速300km!俊足ランナーの競演』秋山芳弘,三浦一幹共著 JTBパブリッシング キャンブックス 2012
- 『文学の中の鉄道』鉄道ジャーナル社 2013
- 『ドラマチック鉄道史』交通新聞社 KOTSUライブラリ 2014
- 『鉄道ミステリーの系譜 シャーロック・ホームズから十津川警部まで』交通新聞社新書 2016

### 編著・共著
- 『JR全車両大図鑑 決定版』井上広和写真 編著 世界文化社 1996
- 『アルプス・チロルの鉄道 ヨーロッパの屋根をめぐる50の鉄路』三浦幹男,三上泰彦共著 JTBキャンブックス 1997
- 『イギリス=鉄道旅物語』三浦幹男,三浦一幹,原口写真 東京書籍 1997
  - 英国における鉄道の概況。保存鉄道や資料館についても記述。
- 『時刻表でたどる鉄道史 "数字の森"から時代が見える!』宮脇俊三編著 原口企画・執筆 JTBキャンブックス 1998
  - 明治時代から現代にかけて発行された時刻表から日本の鉄道史を探る。
- 『古写真で見る明治の鉄道 保存版』編著 世界文化社 2001
- 『絵葉書に見る交通風俗史 明治・大正・昭和初期の乗り物原風景 平原健二コレクション』編著 JTBキャンブックス 2002
- 『廃線探訪の旅 日本の鉄道』編著 ダイヤモンド社 2004
- 『新幹線がわかる事典 読む・知る・愉しむ』編著 日本実業出版社 2005
- 『JR全車両 ビジュアル決定版』編著 井上廣和写真 世界文化社 2009
- 『日本の駅100選 見直したい日本の「美」』主婦の友社編 監修 主婦の友社 2010
- 『秘蔵鉄道写真に見る戦後史』須田寬監修 原口解説 JTBパブリッシング 2012
- 『JR新幹線・特急全車両大図鑑 世界に誇るスーパートレイン』編著 井上廣和 写真 世界文化社 2014